# BAIC BJ40
La BAIC BJ40, venduta dal 2019 anche come Beijing BJ40 dopo introduzione del marchio Beijing, è una autovettura prodotta dalla casa automobilistica cinese BAIC Group a partire dal 2013.

## Descrizione

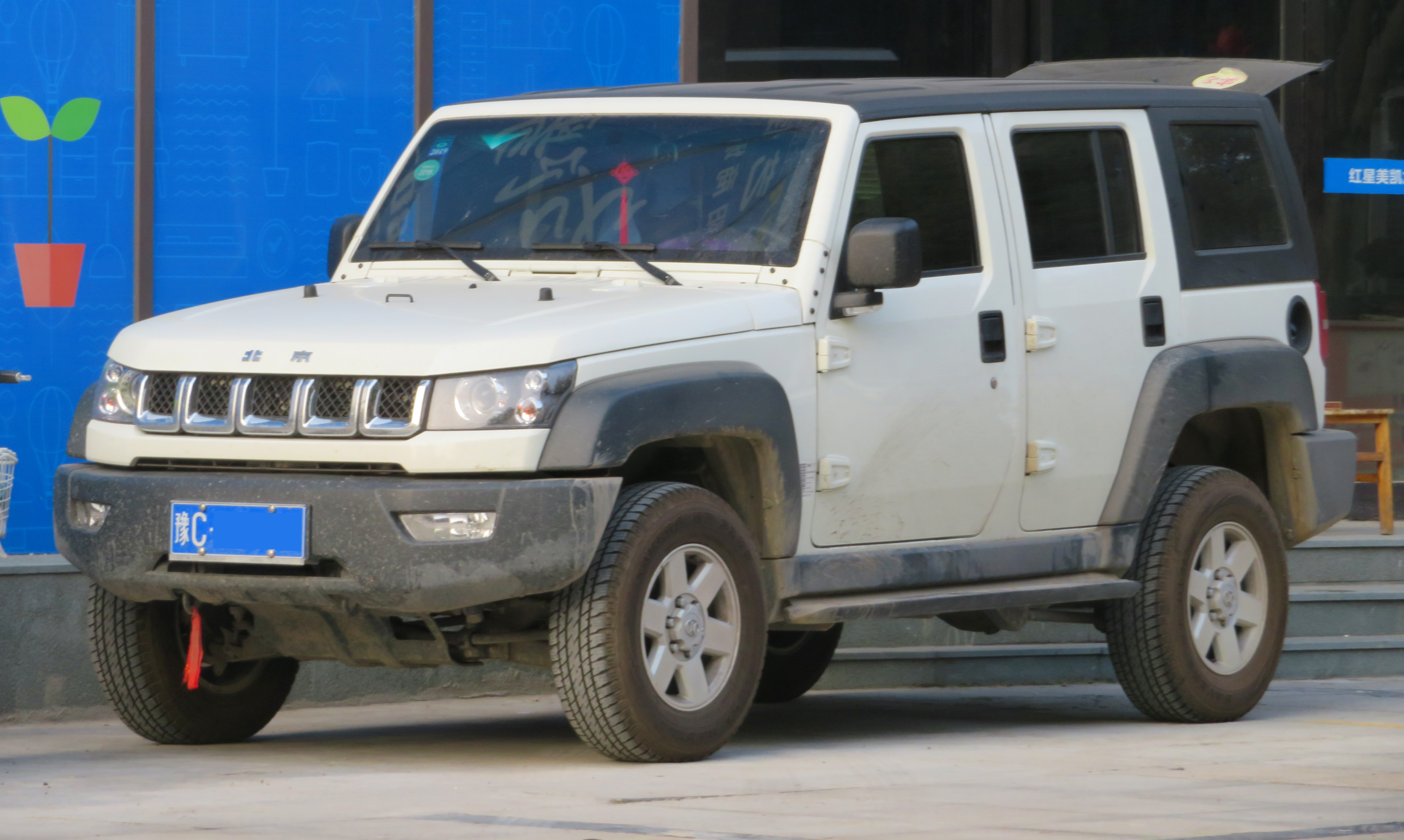
BAIC BJ40L

La BAIC B40/BJ40 ha debuttato originariamente sotto forma di concept car durante il Salone dell'Auto di Pechino 2010 ed è stata subito oggetto di critiche e controverse per via del design che assomigliava a quello della Jeep Wrangler.
La versione di produzione della BJ40 ha debuttato al Salone dell'Auto di Guangzhou del 2013. Il sistema di denominazione BJ nel nome sta ad indicare Beijing (ovvero Pechino).
La BJ40 è dotato di un motore a benzina a quattro cilindri da 2,4 litri che produce 143 CV e 217 Nm di coppia abbinato a un cambio manuale a 5 marce. L'altezza minima da terra è di 210 mm, con un angolo di attacco di 37°, un angolo di uscita di 33° e un angolo di dosso di 24°.
La BAIC BJ40L è la versione a 4 porte e a passo allungato della BJ40, che ha debuttato al Salone dell'Auto di Pechino 2016.

### Restyling 2019

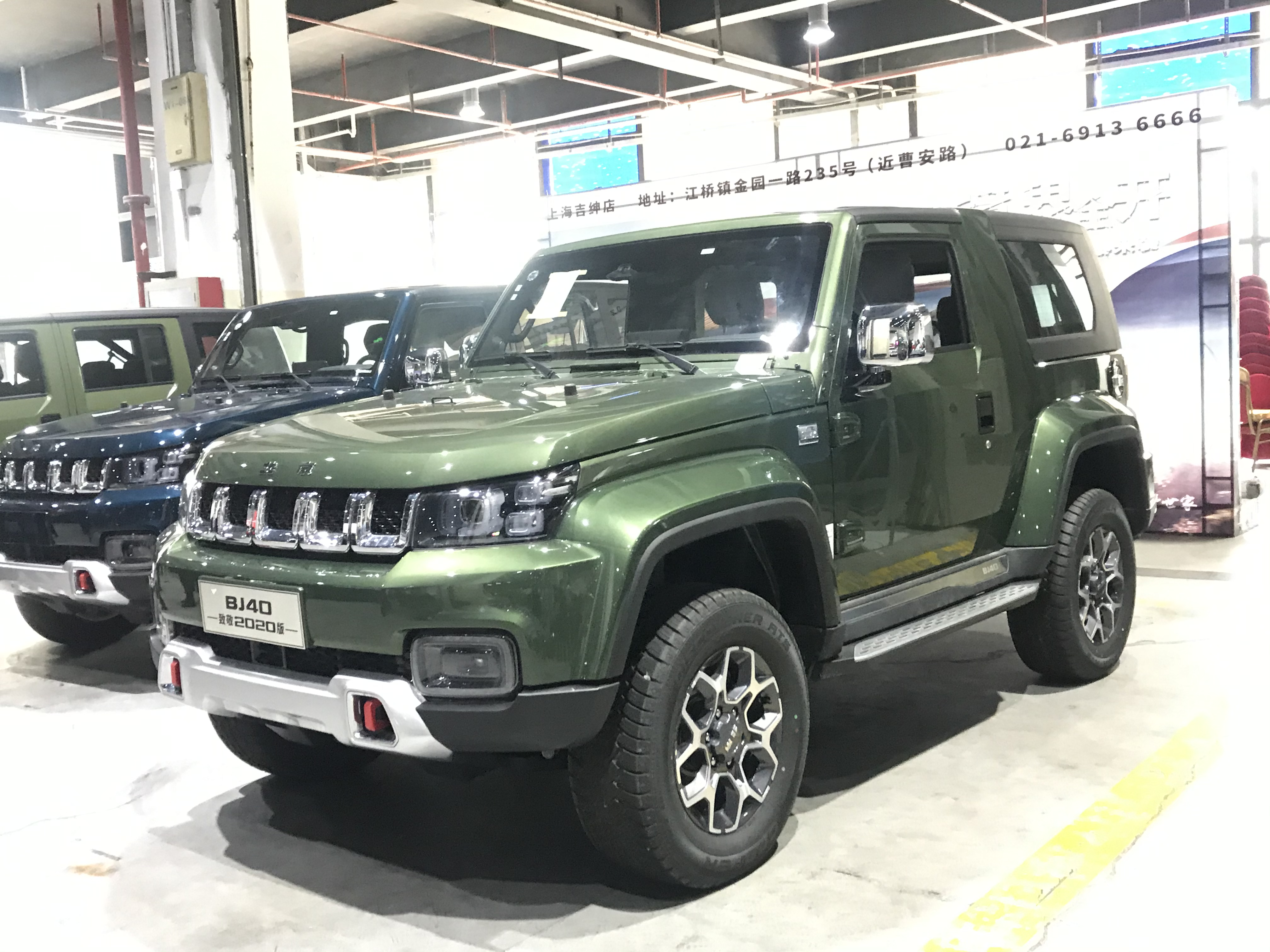
BJ40 Restyling

Nel 2019 la vettura ha subito un restyling, che ha portato a cambiare il nome della versione a passo lungo che da "BJ40L" è stata ribattezzata BJ40 Plus. È stata inoltre presentata anche la variante BJ F40 o Bejing F40, ovvero la versione pick up fuoristrada a 3 porte. I cambiamenti più significativi sono al design del cruscotto anteriore che è stato rivisto e ai fanali e paraurti posteriori che sono stati aggiornati. Anche lo stile del frontale è stato rivisto, con una nuova griglia cromata e nuovi paraurti. Con il restyling è arrivata una nuova motorizzazione turbo da 2,0 litri che produce 160 kW e 320 Nm.